# Tchajwanská státotvorná strana
Tchajwanská státotvorná strana (tradiční znaky: 臺灣基進, zjednodušené znaky: 台湾基进, pchin-jin: Táiwān jī jìn, český přepis: Tchaj-wan ťi-ťin, tchajwansky: Tâi-oân Ki-chìn) je tchajwanská politická strana. Předsedou strany je v současné[kdy?] době (2022) Chen Yi-chi. Ve volbách do Legislativního dvora (nejvyšší zákonodárný orgán) v lednu 2020 získala strana jeden z možných 113 mandátů.